# Open Source Robotics Foundation
Die Open Source Robotics Foundation (OSRF) ist eine gemeinnützige Organisation mit Sitz in Kalifornien. Ihre Aufgabe ist der Support von Entwicklung, Verbreitung und Freigabe von Open-Source-Software für die Forschung, Weiterbildung und Produktentwicklung im Bereich der Robotik. Sie wurde von den Willow-Garage-Mitgliedern Brian Gerkey, Helen Greiner, Ryan Gariepy, Wolfram Burgard und Sam Park ins Leben gerufen. Verkündet wurde die Gründung am 16. April 2012 auf der Homepage der Firma.

## Projekte

### Gazebo

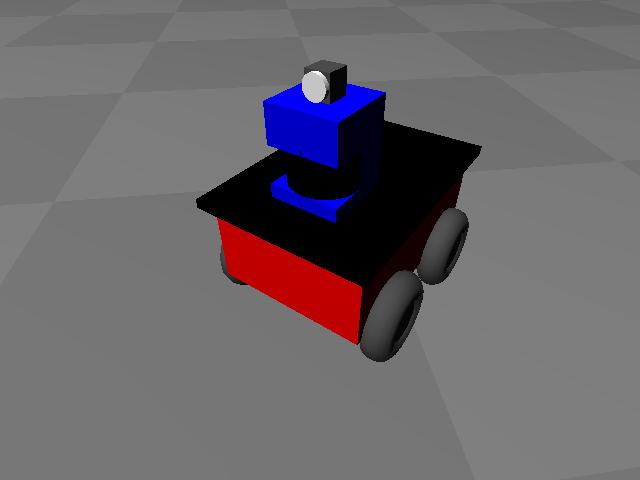
Simulation eines Roboters Pioneer 3-AT in Gazebo

Gazebo ist ein 3D-Roboter-Simulator. Er bietet die Möglichkeit, den Einsatz von Robotern, Objekten und Sensoren, sowohl in geschlossenen Räumen als auch außerhalb, präzise und effizient zu simulieren. Gazebo generiert physikalisch plausible Interaktion zwischen Objekten und realistische Sensor-Rückmeldung. Die Software ist frei erwerblich und durch eine Community unterstützt.

### ROS
Das Robot Operating System (ROS) ist ein flexibles Framework zum Schreiben von Roboter-Software. Es ist eine Sammlung von Hilfestellungen, Bibliotheken und Konventionen, die die Entwicklung von komplexen und robusten Verhalten von Robotern in verschiedenen Umfeldern vereinfachen sollen.

### RFT
In Zusammenarbeit mit BIT Systems (BITS) sucht die OSRF neue Technologien im Bereich der Robotik. RFT bietet die Möglichkeit, eigene Ideen einzusenden, diese werden verifiziert und, falls der Projektvorschlag alle Anforderungen erfüllt, verwirklicht.